# 삿포로 시영 지하철 난보쿠선
삿포로 시 교통국 지하철 난보쿠 선(일본어: 札幌市営地下鉄南北線)은 삿포로 시 교통국이 운영하는 지하철 노선이다. 일본 홋카이도 삿포로시 기타구에 있는 아사부 역과 미나미구에 있는 마코마나이 역을 잇는다.

## 역사
- 1971년 12월 16일: 기타24조 ~ 마코마나이 구간이 개통.
- 1978년
  - 3월 16일: 기타24조 ~ 아사부 구간이 연장 개통.
  - 10월 1일: 3000형 운행 개시.
- 1994년 10월 14일: 레이엔마에 역(霊園前駅) 명칭을 미나미히라기시 역으로 변경.
- 1995년 9월: 5000형 운행 개시.
- 1999년 6월 27일: 2000형(1000형) 운행 종료.
- 2009년 1월 30일: 사피카 도입.
- 2012년
  - 3월 25일: 3000형 운행 종료.
  - 6월 4일: ATO 도입.
- 2013년
  - 3월 2일: 스크린도어 설치 완료.
  - 4월 1일: 1인 승무 개시.

## 차량
- 5000형: 1995년 도입.

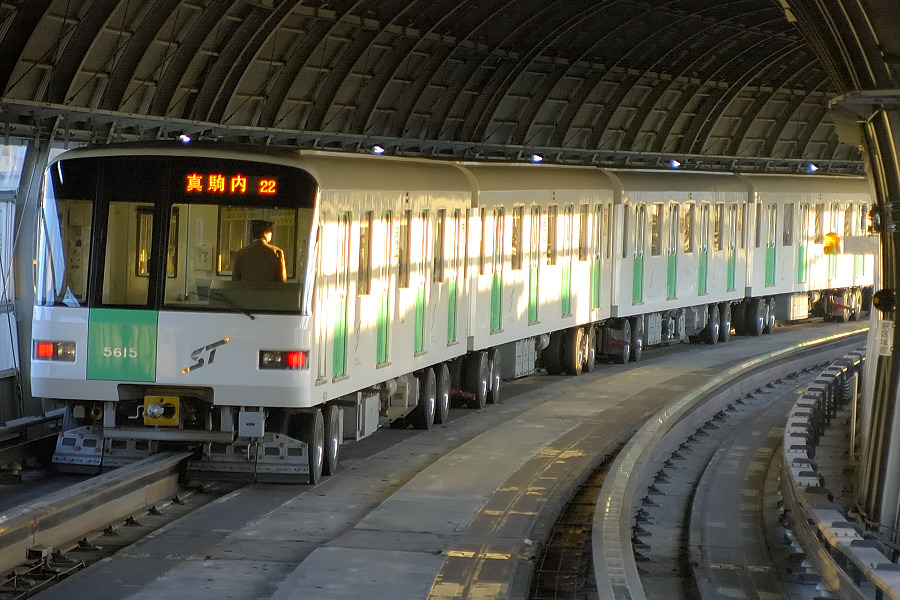
5000형

## 역 목록
| 역 번호 | 역 이름        | 일본어 이름 | 거리＊ | 접속 노선                                         | 소재지            | 소재지     |
| ------- | -------------- | ----------- | ------ | ------------------------------------------------- | ----------------- | ---------- |
| N 01    | 아사부         | 麻生        | 2.2    | 홋카이도 여객철도 삿쇼 선(신코토니역)             | 홋카이도 삿포로시 | 기타구     |
| N 02    | 기타34조       | 北34条      | 1.2    |                                                   | 홋카이도 삿포로시 | 기타구     |
| N 03    | 기타24조       | 北24条      | 0.0    |                                                   | 홋카이도 삿포로시 | 기타구     |
| N 04    | 기타18조       | 北18条      | 0.9    |                                                   | 홋카이도 삿포로시 | 기타구     |
| N 05    | 기타12조       | 北12条      | 1.7    |                                                   | 홋카이도 삿포로시 | 기타구     |
| N 06    | 삿포로         | さっぽろ    | 2,7    | 지하철 도호 선 홋카이도 여객철도 하코다테 본선    | 홋카이도 삿포로시 | 주오구     |
| N 07    | 오도리         | 大通        | 3.3    | 지하철 도자이 선, 지하철 도호 선 삿포로 시영 전차 | 홋카이도 삿포로시 | 주오구     |
| N 08    | 스스키노       | すすきの    | 3.9    | 삿포로 시영 전차                                  | 홋카이도 삿포로시 | 주오구     |
| N 09    | 나카지마코엔   | 中島公園    | 4.6    | 삿포로 시영 전차                                  | 홋카이도 삿포로시 | 주오구     |
| N 10    | 호로히라바시   | 幌平橋      | 5,6    | 삿포로 시영 전차                                  | 홋카이도 삿포로시 | 주오구     |
| N 11    | 나카노시마     | 中の島      | 6.1    |                                                   | 홋카이도 삿포로시 | 도요히라구 |
| N 12    | 히라기시       | 平岸        | 6.8    |                                                   | 홋카이도 삿포로시 | 도요히라구 |
| N 13    | 미나미히라기시 | 南平岸      | 7.9    |                                                   | 홋카이도 삿포로시 | 도요히라구 |
| N 14    | 스미카와       | 澄川        | 9.1    | 미나미구                                          | 홋카이도 삿포로시 |            |
| N 15    | 지에이타이마에 | 自衛隊前    | 10.4   | 미나미구                                          | 홋카이도 삿포로시 |            |
| N 16    | 마코마나이     | 真駒内      | 12.1   | 미나미구                                          | 홋카이도 삿포로시 |            |

＊기타24조 기준